# Ауеталь
Ауеталь (нім. Auetal) — громада в Німеччині, розташована в землі Нижня Саксонія. Входить до складу району Шаумбург.
Площа — 62,15 км2. Населення становить 6345 ос. (станом на 31 грудня 2021).